# Enea Tattico
Enea Tattico (fl. IV secolo a.C.) è stato un inventore greco antico e un autore di trattati di argomento militare vissuto probabilmente nel IV secolo a.C.

## Biografia
Alcuni studiosi ritengono che Enea fosse un generale peloponnesiaco contemporaneo di Senofonte e lo identificano con Enea di Stinfalo, in Arcadia, citato da Senofonte (Hellenica, 7, 3, 1) fra i comandanti della seconda Battaglia di Mantinea (362). Senofonte racconta che Enea, nel 366 a.C., nel corso dei conflitti interni al Peloponneso, riunì l'esercito e i cittadini più influenti sull'acropoli di Sicione, richiamando anche i cittadini esiliati senza decreto. Sempre dalla sua opera superstite possiamo dedurre ch'egli abbia combattuto anche nell'Egeo e in Asia Minore. 

## IPoliorketikà
Di Enea ci resta una sola opera, Poliorketikà, che tratta prevalentemente di argomenti inerenti agli assedi.
Da Polibio (10, 44) sappiamo che il trattato giunto a noi è in realtà una sezione di una più ampia opera di carattere militare, il cui titolo completo sarebbe stato Tὰ περὶ τῶν στρατηγικῶν ὑπομνήματα (Commentari di tattica militare). Nella sezione pervenutaci si trovano infatti riferimenti a trattazioni di altri aspetti di tecnica militare, come i preparativi, la questione delle risorse economiche e altro, che forse, più che opere a sé stanti, potrebbero interpretarsi come sezioni diverse dell'opera più ampia citata da Polibio.
La composizione dei Poliorketika viene verosimilmente collocata a cavallo del IV secolo a.C., in un periodo successivo all'episodio tramandato da Senofonte, ma precedente Filippo II, che non viene mai nominato nella parte dell'opera che ci si è conservata. La datazione trova sostegno anche nella lingua usata da Enea, l'attico, che sta evidentemente già assumendo il ruolo di dialetto internazionale, anticipando la koiné.
Lungi dall'essere un'opera strettamente tecnica come quelle di alcuni dei suoi successori (che si specializzeranno soprattutto nella descrizione delle macchine da guerra), i Poliorketikà di Enea sono per certi versi più affini alle trattazioni degli storiografi. I precetti tecnici sono infatti uniti ad un'esposizione delle cause di guerra interne ad una città, e specialmente ai fattori economici alla base delle discordie intestine: del resto, sostiene Enea, sono sempre ragioni economiche a decidere dell'attribuzione delle cariche militari.

## Le telecomunicazioni in battaglia

Ricostruzione del sistema di Trasmissioni con telegrafia ottica di Enea

Polibio cita Enea come inventore di un sistema di telecomunicazioni, i cui dettagli erano esposti nell'opera più ampia: l'autore ne fa una descrizione (Pol. X, 44), ritenendolo un sistema approssimativo perché aveva la limitazione di consentire solamente la trasmissione di messaggi preimpostati.
La strumentazione, che deve essere in possesso sia del mittente che del destinatario, consisteva in:
- due recipienti colmi d'acqua e con un foro nella parte inferiore;
- due basi di sughero con diametro inferiore a quello dell'apertura dei vasi;
- due aste suddivise in sezioni riportanti, in ogni sezione, una lista concordata di eventi (per esempio, “arrivano i cavalieri”, “arriva la fanteria pesante”, “fanteria leggera”, “fanteria e cavalleria”).

Il fine della trasmissione consisteva nel far pervenire al destinatario uno dei messaggi preimpostati e scritti sull'asse. Si procedeva nella maniera seguente:
- per prima cosa, l'asse veniva inserito nella base di sughero;
- poi, il mittente alzava la torcia e altrettanto faceva il destinatario del messaggio; entrambi iniziavano a far uscire il liquido dal vaso, con il conseguente abbassamento della base di sughero e dell'asta solidale con questo;
- infine, quando la parte dell'asta con il messaggio che si voleva comunicare arrivava all'altezza del bordo del vaso, il mittente alzava la torcia, segnalando di arrestare la fuoriuscita del liquido. Il destinatario poteva così individuare quale fosse la comunicazione in oggetto tra tutte quelle segnate sull'asta.